# Edmund James Flynn

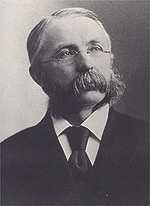
Edmund James Flynn

Edmund James Flynn (* 16. November 1847 in Percé, Québec; † 7. Juni 1927 in Québec) war ein kanadischer Politiker, Rechtswissenschaftler und Richter. Von 1877 bis 1904 war er mit Unterbrechungen Abgeordneter in der Nationalversammlung von Québec, ab 1896 als Vorsitzender der Parti conservateur du Québec. Vom 11. Mai 1896 bis zum 24. Mai 1897 regierte er als Premierminister die Provinz Québec.

## Biografie
Flynn, der Sohn eines Fischers irischer Herkunft, absolvierte das Séminaire de Québec. Er studierte Recht an der Université Laval und erhielt 1873 die Zulassung als Rechtsanwalt. Im darauf folgenden Jahr ließ er sich in die Provinzhauptstadt Québec nieder, blieb aber weiterhin seiner Heimatregion Gaspésie verbunden. Neben seiner Tätigkeit als Rechtsanwalt war Flynn bis zu seinem Tod auch Dozent für Römisches Recht an der Université Laval. 1878 erwarb er den Doktortitel, ab 1891 war er Mitglied des Universitätsrates.
Als Kandidat der Parti libéral du Québec trat Flynn 1878 zur Wahl der Nationalversammlung von Québec an und wurde im Wahlbezirk Gaspé gewählt. Im Oktober 1879 wechselte er zu den Konservativen und brachte zusammen mit vier weiteren Abgeordneten die liberale Regierung von Henri-Gustave Joly de Lotbinière zu Fall. Zwei Tage später nahm der neue Premierminister Joseph-Adolphe Chapleau Flynn in die Provinzregierung auf und machte ihn zum Kommissar für die Kronländereien. Dieses Amt hatte er bis Juli 1882 inne, da Chapleaus Nachfolger Joseph-Alfred Mousseau ihn nicht berücksichtigte.
In der Regierung von John Jones Ross war Flynn von Februar 1884 bis Juli 1886 Minister für Eisenbahnen sowie von Mai 1885 bis Februar 1887 stellvertretender Justizminister. Im Juni 1890 wurde er abgewählt, ein Jahr später kandidierte er ohne Erfolg bei der Unterhauswahl 1891. Im Kabinett von Charles-Eugène Boucher de Boucherville (und später auch unter dessen Nachfolger Louis-Olivier Taillon) war Flynn ab Dezember 1891 wieder Kommissar für Kronländereien. Im März 1892 gelang ihm auch der Wiedereinzug ins Provinzparlament, diesmal für den Wahlbezirk Matane. Premierminister Taillon trat am 11. Mai 1896 zurück, um Postminister auf Bundesebene zu werden. Flynn wurde sein Nachfolger und übernahm den Parteivorsitz; darüber hinaus amtierte er auch als Minister für staatliche Bauvorhaben. Er blieb nur knapp ein Jahr im Amt, bis zum 24. Mai 1897, da die Parti conservateur eine deutliche Wahlniederlage erlitt.
Flynn war der letzte Premierminister aus seiner Partei, da sie später nie wieder die Regierung stellen konnte. Er blieb bis November 1904 Abgeordneter (ab 1900 im Wahlbezirk Nicolet) und Oppositionsführer. Danach wandte er sich wieder seiner Dozententätigkeit an der Université Laval zu, die er bis zu seinem Tod ausübte. Von 1915 bis 1921 amtierte er als Dekan der Rechtsfakultät und Mitglied des Verwaltungsrates der Universität, ab 1914 zusätzlich als Richter.